# Harvest Moon: Tree of Peace
Harvest Moon: Tree of Peace (Harvest Moon: Árbol de la paz)  es un videojuego de simulación para la videoconsola de Nintendo, la Wii. En Japón el juego es conocido como Bokujou Monogatari: Yasuragi no KiNatsume. Actualmente su lanzamiento se encuentra planeado para efectuarse el 6 de julio del 2007 en Japón y a finales del 2007 en América del Norte.
Cuidar de una granja ha resultado divertido en el pasado gracias a los esfuerzos de Natsume, pero con el mando de Wii sí que será más divertida, inclinando el mando para usarlo como regadera, golpear con él para simular un azadón o tirar como si fuese una caña de pescar disparan las posibilidades jugables del título.
Viene dispuesta a hacernos sudar con el mando de Wii; meternos en la piel de un granjero, cuidar del ganado y convertirnos en una persona querida y respetada en el pueblo serán algunas de nuestras tareas en Harvest Moon: Tree of Peace.
Con un apartado gráfico sobresaliente y nuevos animales (podemos “adoptar” animales salvajes, como oseznos) será la primera entrega en aprovechar el control único de Wii, y las primeras impresiones de la prensa nipona han sido muy positivas.

## Juego
Harvest Moon Héroes nos pondrá en la piel de un joven granjero recién llegado a una isla muy especial, cuyo árbol mágico ha muerto y su hada se ha marchado. Nuestra misión (con ayuda de los Koropokuru, unos simpáticos duendecillos) será la de resucitar el árbol, mientras llevamos para adelante la granja, conseguimos animales a los que cuidar y vamos ganando el corazón de una chica del pueblo.

## Modo de juego
Obviamente, uno de los extras más interesantes del juego será simular todos los movimientos con el mando de Wii. El control del personaje se hará con el nunchuk, y mientras nos movemos con el stick el mando servirá para simular cualquier herramienta; y para no complicarnos la vida con menús, la cruceta digital nos servirá para elegir qué herramienta queremos utilizar.